# Luigi Bertani
Luigi Bertani (Varese, 4 marzo 1921 – ...) è stato un calciatore italiano, di ruolo centrocampista.

## Carriera
Dopo due anni disputati in Serie C con la maglia della Pro Vercelli, disputa l'anomalo Campionato Alta Italia 1945-1946 con la Sampierdarenese, che chiude il torneo all'ultimo posto. Dopo la fusione del 1º agosto 1946 con l'Andrea Doria Bertani entra a far parte della neonata Sampdoria.
Dopo un primo campionato da riserva (9 presenze), si impone da titolare a partire dalla stagione 1947-1948 occupando per quattro stagioni un posto fisso nella mediana blucerchiata e indossando, nella stagione 1950-1951, la fascia di capitano.
Nell'estate 1951 viene ceduto al Livorno nello scambio che porta a Genova il più giovane Alberto Fommei. in Toscana Bertani disputa un campionato di Serie B ed uno di Serie C.
In carriera ha totalizzato complessivamente 133 presenze e 2 reti nella Serie A a girone unico e 31 presenze in Serie B.